# Topologie de réseau
Pour les articles homonymes, voir Topologie (homonymie).

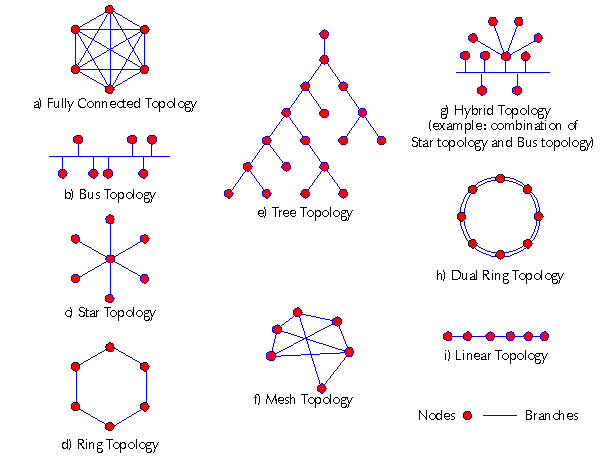

Une topologie de réseau informatique correspond à l'architecture (physique, logicielle ou logique) de celui-ci, définissant les liaisons entre les équipements du réseau et une hiérarchie éventuelle entre eux.
Elle peut définir la façon dont les équipements sont interconnectés et la représentation spatiale du réseau (topologie physique). Elle peut aussi définir la façon dont les données transitent dans les lignes de communication (topologies logiques).

## Topologies classiques pour un réseau local
Les architectures suivantes sont ou ont effectivement été utilisées dans des réseaux informatiques grand public ou d'entreprise.
La topologie d'un réseau correspond à son architecture physique. En ce sens où leur structure détermine leur type.
Il existe 2 modes de propagation classant ces topologies :
Mode de diffusion (par exemple topologie en bus ou en anneau)Ce mode de fonctionnement consiste à n'utiliser qu'un seul support de transmission. Le principe est que le message est envoyé sur le réseau, ainsi toute unité réseau est capable de voir le message et d'analyser selon l'adresse du destinataire si le message lui est destiné ou non.
Mode point à point (par exemple topologie en étoile ou maillée)Dans ce mode, le support physique ne relie qu'une paire d'unités seulement. Pour que deux unités réseaux communiquent, elles passent obligatoirement par un intermédiaire : le nœud.

### Le réseau en anneau

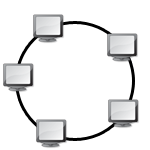
Topologie de réseau en anneau

Un réseau a une topologie en anneau quand toutes ses stations sont connectées en chaine les unes aux autres par une liaison bipoint de la dernière à la première. Chaque station joue le rôle de station intermédiaire. Chaque station qui reçoit une trame, l'interprète et la ré-émet à la station suivante de la boucle si c'est nécessaire. La défaillance d'un hôte rompt la structure d'un réseau en anneau si la communication est unidirectionnelle ; en pratique un réseau en anneau est souvent composé de 2 anneaux contra-rotatifs.

Note : les ordinateurs d'un réseau en anneau ne sont pas systématiquement reliés en boucle, mais peuvent être connectés à un répartiteur appelé « MAU », (pour Multistation Access Unit) qui va gérer la communication entre les ordinateurs reliés en allouant à chacun d'eux un « temps de parole ».
En cas de collision de deux messages, les deux seraient perdus, mais les règles d'accès à l'anneau (par exemple, la détention d'un jeton) sont censées éviter ce cas de figure.

### Le réseau hiérarchique

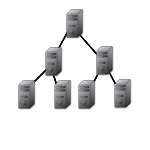
Topologie de réseau en arbre

Aussi connu sous le nom de Réseau en arbre, il est divisé en niveaux. Le sommet, de haut niveau, est connecté à plusieurs nœuds de niveau inférieur dans la hiérarchie. Ces nœuds peuvent être eux-mêmes connectés à plusieurs nœuds de niveau inférieur. Le tout dessine alors un arbre, ou une arborescence. Le point faible de ce type de topologie réside dans l'ordinateur "père" de la hiérarchie qui, s'il tombe en panne, interdit alors toute communication entre les deux moitiés du réseau.

### Le réseau en bus

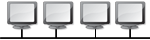
Topologie de réseau en bus

La topologie Réseau en bus est représentée par un câblage unique des unités réseaux. Il a également un faible coût de déploiement et la défaillance d'un nœud (ordinateur) ne scinde pas le réseau en deux sous-réseaux.
Ces unités sont reliées de façon passive par dérivation électrique ou optique.
Les caractéristiques de cette topologie sont les suivantes :
- Lorsqu'une station est défectueuse et ne transmet plus sur le réseau, elle ne perturbe pas le réseau.
- Lorsque le support est en panne, c'est l'ensemble du réseau qui ne fonctionne plus.
- Le signal émis par une station se propage dans un seul sens ou dans les deux sens.
- Si la transmission est bidirectionnelle : toutes les stations connectées reçoivent les signaux émis sur le bus en même temps (au délai de propagation près).
- Le bus, dans le cas de câbles coaxiaux, est terminé à ses extrémités par des adaptateurs d'impédance (des « bouchons ») pour éliminer les réflexions du signal.

Autre description d'une topologie en bus : 
tous les postes sont directement connectés a un seul segment (limité par la longueur du câble).

### Le réseau en étoile

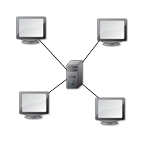
Topologie de réseau en étoile.

La topologie Réseau en étoile aussi appelée Hub and spoke est la topologie la plus courante actuellement. Omniprésente, elle est aussi très souple en matière de gestion et de dépannage d'un réseau : la panne d'un nœud ne perturbe pas le fonctionnement global du réseau. En revanche, l'équipement central (un concentrateur — hub — et plus souvent sur les réseaux modernes, un commutateur — switch —) qui relie tous les nœuds, constitue un point unique de défaillance : une panne à ce niveau rend le réseau totalement inutilisable. Le réseau Ethernet est un exemple de topologie en étoile.
L'inconvénient principal de cette topologie réside dans la longueur des câbles utilisés.

### Le réseau linéaire
Il a pour avantage son faible coût de déploiement, mais la défaillance d'un nœud (ordinateur) peut scinder le réseau en deux sous-réseaux.

### Le réseau maillé

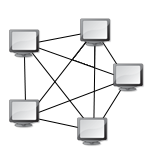
Topologie de réseau maillé

Une topologie maillée correspond à plusieurs liaisons point à point (une unité réseau peut avoir (1,N) connexions point à point vers plusieurs autres unités). Chaque terminal est relié à tous les autres. L'inconvénient est le nombre de liaisons nécessaires qui devient très élevé lorsque le nombre de terminaux l'est : s'il y a N terminaux, le nombre de liaisons nécessaires est de {\displaystyle {\frac {N\cdot (N-1)}{2}}}, fonction qui croît comme {\displaystyle N^{2}}
Cette topologie se rencontre dans les grands réseaux de distribution (Exemple : Internet).
L'information peut parcourir le réseau suivant des itinéraires divers, sous le contrôle de puissants superviseurs de réseau, ou grâce à des méthodes de routage réparties.
Elle existe aussi dans le cas de couverture Wi-Fi. On parle alors bien souvent de topologie mesh mais ne concerne que les routeurs Wi-Fi. Ceux-ci se relaient les paquets grâce au protocole OLSR.

## Les autres topologies
Il existe d'autres types de topologies, mais elles ne sont utilisées que dans des réseaux conçus pour des tâches particulières, souvent scientifiques, ou pour effectuer des calculs distribués :
- le réseau en grille
- le réseau en hypercube

Cette dernière topologie serait en théorie la meilleure qui soit (chaque nœud étant relié à chaque autre par un lien direct), mais dans la pratique elle serait aussi la plus chère et de très loin (coût en N² avec le nombre de nœuds !) ; elle n'est utilisée que dans des dispositifs particuliers, en général à l'intérieur d'un même châssis.

## Internet et les réseaux en général
Internet est le nom donné à l'interconnexion de plusieurs réseaux, potentiellement de topologies différentes, l'unification n'en étant faite qu'au niveau du seul adressage IP (v4 ou v6) et d'un grand nombre de protocoles et règles définis par l'IETF. De ce fait, aucun des cas particuliers de topologies citées ci-dessus ne s'applique; comme pour la plupart des grands réseaux, on dit d'Internet que sa topologie est quelconque, et de toute façon indépendante du plan d'adressage qui y est défini.